# Dieudonné Madrapile Tanzi
Dieudonné Madrapile Tanzi (Faradje, 18 augustus 1958) is een Congolees rooms-katholiek geestelijke en bisschop.
Hij werd in 1985 tot priester gewijd en gaf daarna les aan het kleinseminarie van Rungu. Tussen 1986 en 1996 was hij professor aan het seminarie Saint-Augustin van Kisangani. Tussen 1996 en 2001 was hij vicaris-generaal van het bisdom Isiro–Niangara en daarna werd hij er verantwoordelijk voor het bedevaartsoord van de zalige Marie-Clémentine Anuarite Nengapeta. Tussen 2006 en 2013 doctoreerde hij in Rome. Hij werd in 2016 benoemd tot bisschop van Isangi als opvolger van Camille Lembi Zaneli, die op 8 juli 2011 omkwam bij een vliegtuigongeluk. In 2024 werd hij benoemd tot bisschop van Isiro-Niangara. 